# نوریس کنیان (کالیفرنیا)
نوریس کنیان (به انگلیسی: Norris Canyon) یک منطقهٔ مسکونی در ایالات متحده آمریکا است که در شهرستان کنترا کوستا، کالیفرنیا واقع شده‌است. نوریس کنیان ۹٫۱۵۸ کیلومتر مربع مساحت و ۹۵۷ نفر جمعیت دارد و ۳۲۴٫۰۱ متر بالاتر از سطح دریا واقع شده‌است.